# Futpédia
A Futpédia foi uma enciclopédia on-line brasileira sobre futebol, lançada em 6 de novembro de 2008 pelo site GloboEsporte.com e mantida pelas Organizações Globo. Era uma base de dados com informações sobre futebolistas, treinadores, clubes, jogos e competições brasileiras em competições como Campeonato Brasileiro, Copa do Brasil, Campeonato Carioca e Campeonato Paulista.